# Patrik Poór
Patrik Péter Poór (ur. 15 listopada 1993 w Győrze) – węgierski piłkarz grający na pozycji prawego obrońcy. Od 2023 jest zawodnikiem klubu Budapesti VSC.

## Kariera klubowa
Swoją karierę piłkarską Poór rozpoczął w 2005 roku w klubie Győri ETO FC. W 2007 roku podjął treningi w juniorach MTK Budapest FC. Z kolei w latach 2009-2011 trenował w szkółce piłkarskiej Liverpoolu. W 2011 roku wrócił do MTK i stał się członkiem pierwszego zespołu. W pierwszej lidze Węgier swój debiut zaliczył 3 czerwca 2012 roku w zremisowanym 0:0 domowym meczu z Győri ETO FC. W sezonie 2013/2014 stał się podstawowym zawodnikiem MTK.
W 2017 przeszedł do Puskás Akadémia FC.
| Sezon   | Klub               | Kraj  | Rozgrywki | Mecze | Bramki |
| ------- | ------------------ | ----- | --------- | ----- | ------ |
| 2012/13 | MTK Budapest FC    | Węgry | NB I      | 8     | 0      |
| 2013/14 | MTK Budapest FC    | Węgry | NB I      | 25    | 0      |
| 2014/15 | MTK Budapest FC    | Węgry | NB I      | 21    | 1      |
| 2015/16 | MTK Budapest FC    | Węgry | NB I      | 28    | 0      |
| 2016/17 | MTK Budapest FC    | Węgry | NB I      | 33    | 2      |
| 2017/18 | Puskás Akadémia FC | Węgry | NB I      |       |        |

## Kariera reprezentacyjna
Poór grał w młodzieżowych reprezentacjach Węgier. W dorosłej reprezentacji Węgier zadebiutował 18 listopada 2014 w przegranym 1:2 towarzyskim meczu z Rosją, rozegranym w Budapeszcie. W 57. minucie tego meczu zmienił Attilę Fiola.